# Scherzo
Scherzo (din italiană glumă, șagă; se pronunță 'scher.țo) este o piesă (sau parte dintr-o piesă) muzicală în mișcare însuflețită și cu un caracter viu, vesel, glumeț, optimist și rapid (de exemplu, „Valse Scherzo” pentru vioară și pian de Piotr Ilici Ceaikovski).
Denumirea a fost utilizată la începit pentru piese ușoare de muzică vocală și instrumentală din epoca barocă.
A apărut în secolul al XVI-lea în muzica vocală și în secolul al XVII-lea în cea instrumentală. Tipul clasic de scherzo a fost stabilit de Beethoven, care l-a introdus în forma ciclică a sonatei în locul menuetului. 
Se consideră că trecerea spre scherzo nu pornește din menuetul cu caracter preponderat dansant, de curte, al lui Wolfgang Amadeus Mozart (ex. Menuetul din opera Don Giovanni), ci mai degrabă de la menuetul de esență folclorică al lui Joseph Haydn. Menuetul lui Haydn este un dans în metru ternar cu tempo mai rapid, înrudit cu Landlerul din Germania de Sud, care permite accelerarea mișcării dansante până la expresia glumeață a scherzo-ului.
Uneori, scherzoul este partea a 3-a (penultima) în muzica de cameră sau simfonii. Mai târziu (la Schubert, Chopin, Felix Mendelssohn Bartholdy, Dukas ș.a.) scherzoul a devenit o piesă de sine stătătoare. Și unii compozitori români au creat lucrări intitulate „scherzo”: George Enescu: Scherzo pentru pian (1896), Anton Șuteu: Scherzo pentru violă și pian (1971)...
Un scherzo de proporții reduse se numește scherzino.
Într-o partitură, indicația scherzando îi indică interpretului să execute o bucată muzicală într-un tempo însuflețit, vioi și vesel.